# Ачондо
Ачондо, Ашпе-Ачондо (баск. Atxondo (офіційна назва), ісп. Axpe Achondo) — муніципалітет в Іспанії, у складі автономної спільноти Країна Басків, у провінції Біская. Населення — 1454 особи (2009).
Муніципалітет розташований на відстані близько 320 км на північ від Мадрида, 31 км на південний схід від Більбао.
На території муніципалітету розташовані такі населені пункти: (дані про населення за 2009 рік)
- Апатамонастеріо: 1094 особи
- Аррасола: 144 особи
- Марсана: 26 осіб
- Оласабаль: 29 осіб
- Сан-Хуан: 109 осіб
- Сантьяго: 52 особи

## Демографія
Динаміка населення (INE ):

## Галерея зображень

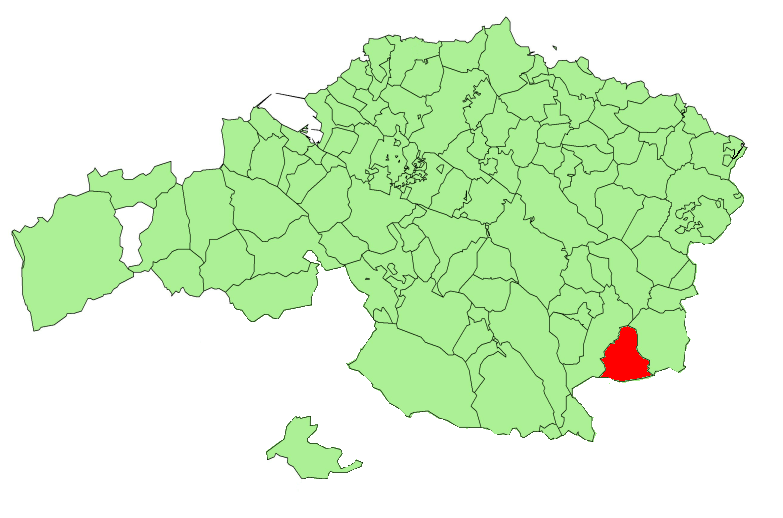
Розташування муніципалітету
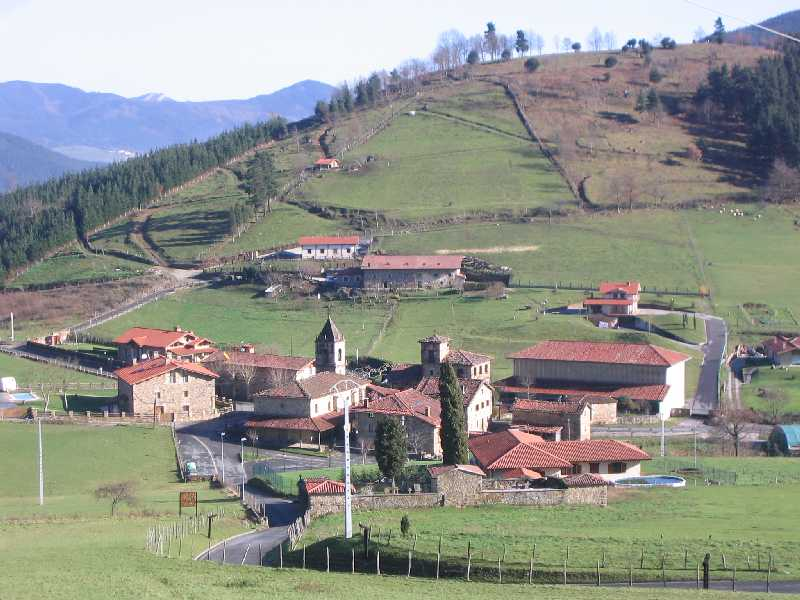
Ашпе
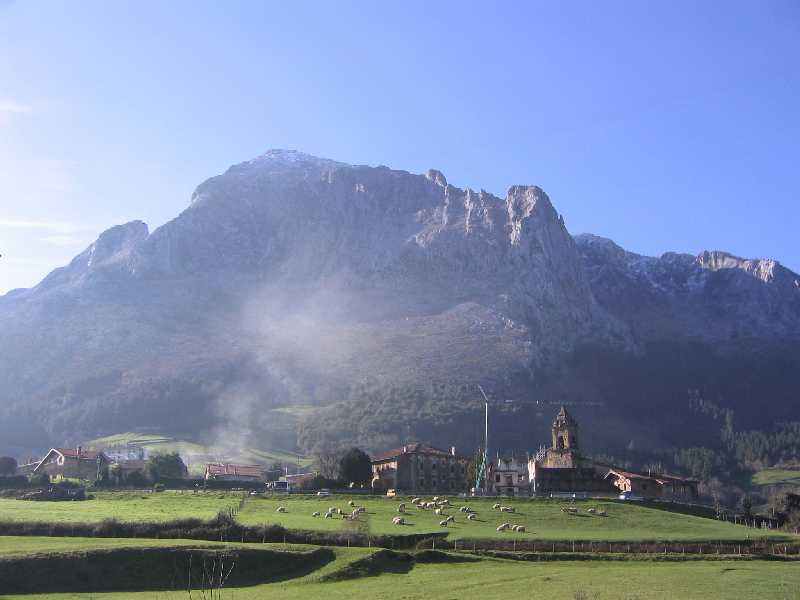
Аррасола, на задньому плані - гора Амбото
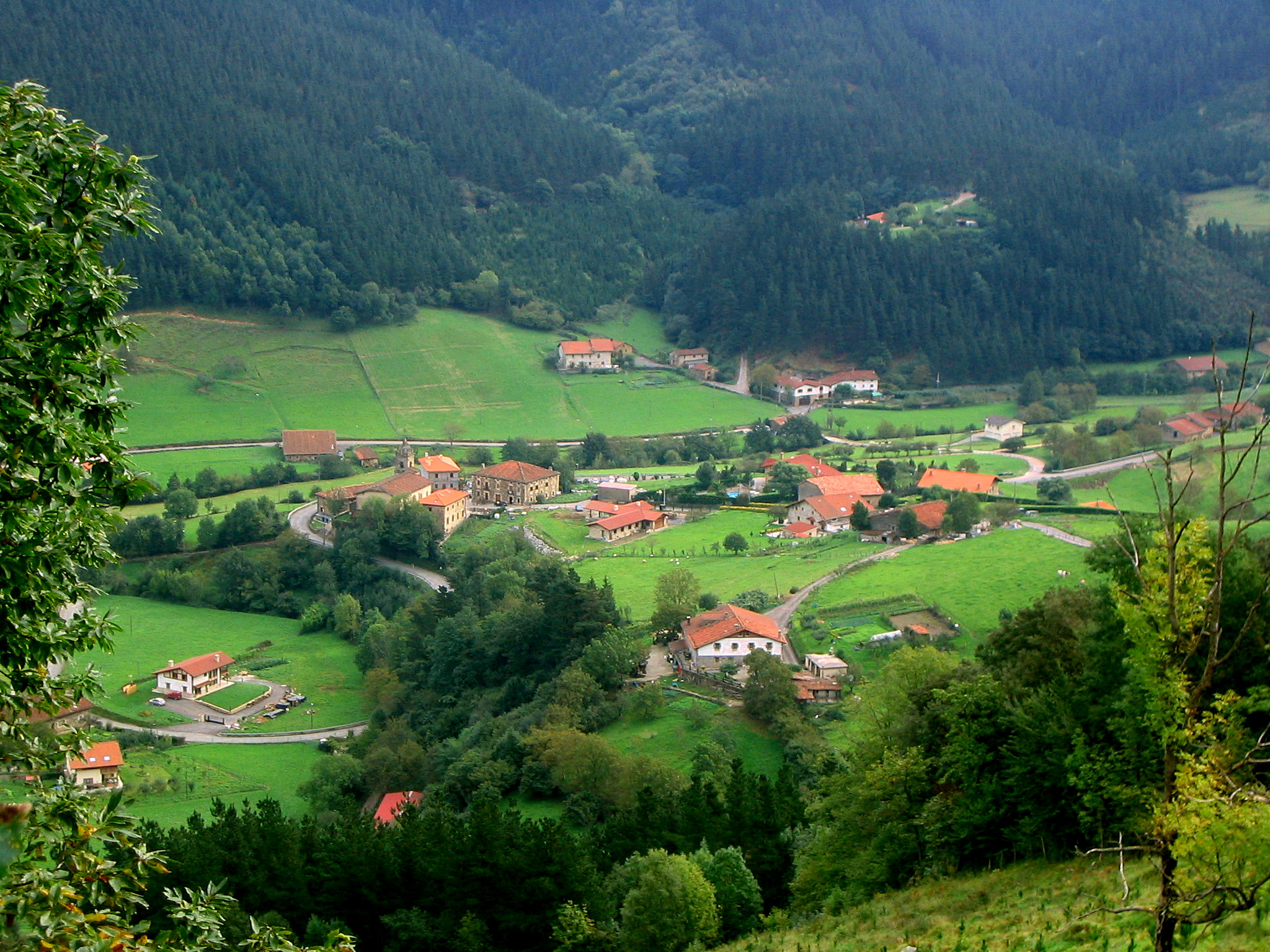
Аррасола
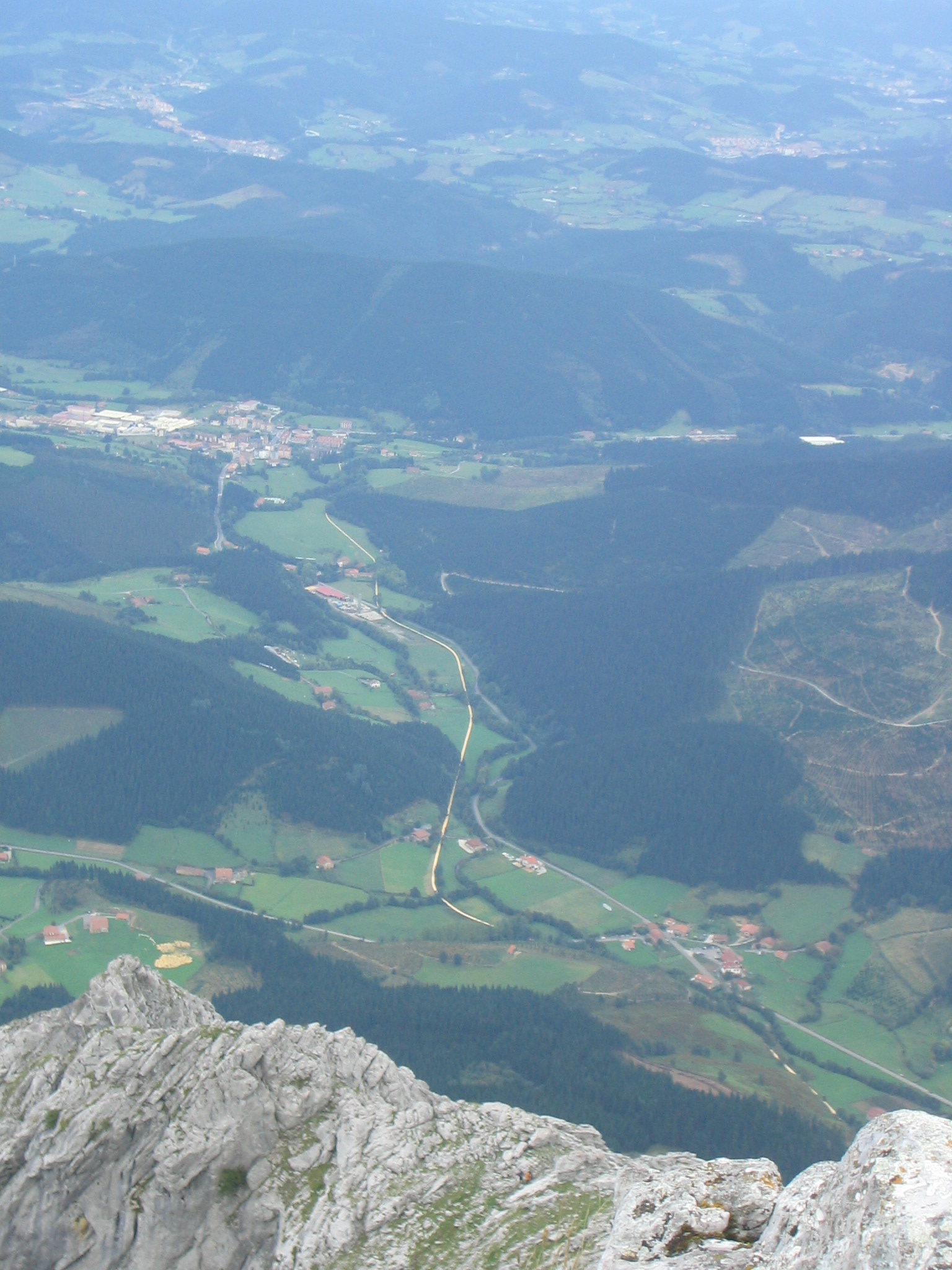
Апатамонастеріо і Марсана